# Camellia microphylla
Camellia microphylla är en tvåhjärtbladig växtart som först beskrevs av Elmer Drew Merrill, och fick sitt nu gällande namn av Chien. Camellia microphylla ingår i släktet Camellia och familjen Theaceae. Inga underarter finns listade i Catalogue of Life.